# Ubirajara (livro)
Ubirajara é um romance do escritor brasileiro José de Alencar publicado, em 1874. Caracteriza-se por um enredo que apresenta o "primeiro termo" da tríade indianista de José de Alencar, cuja personagem principal é um índio brasileiro puro, que ainda não se corrompeu perante a cultura europeia.

## Resumo
Jaguarê, jovem caçador araguaia, procura em outras terras um inimigo com quem possa lutar, pois, levando um prisioneiro para sua taba, ele conseguiria o título de guerreiro. Mas, em vez de um guerreiro, ele encontra uma índia tocantim, de nome Araci, que era filha do chefe da tribo. Ela diz que em sua nação existem cem guerreiros que a vão disputar em casamento e Jaguarê é convidado a ser mais um deles. Jaguarê prefere dizer a Araci que mande todos eles para combater com ele – assim ela fez.
Logo aparece Pojucã para combater com Jaguarê e é vencido por ele. Jaguarê se torna, então, Ubirajara: o senhor da lança. Sendo levado para a taba de Ubirajara, Pojucã teria a oportunidade de ficar com a antiga prometida a Jaguarê, a jovem Jandira. Esta, porém, recusa-se a ficar com Pojucã e foge para a floresta. Ubirajara chega à taba de Araci e, como permite a lei da hospitalidade, não se identifica, adotando o nome de Jurandir, o que veio trazido da luz. Compete com os demais pretendentes de Araci e ganha a mão da jovem tocantim em casamento, mas, antes de se casar, é obrigado a se identificar. Ocorre uma situação constrangedora, pois seu prisioneiro é Pojucã, irmão de Araci.
Estava, assim, declarada a guerra. Pojucã é libertado para que possa lutar junto a seu povo, os tocantins. Quando os araguaias vão atacar, surgem os tapuias, que têm o direito de atacar antes dos araguaias, que têm que esperar. Itaquê, chefe dos tocantins, vence o chefe dos tapuias, mas fica cego, perdendo, assim, a liderança de seu povo. Para que possa haver uma sucessão, os guerreiros tocantins devem pegar o arco de Itaquê, dobrá-lo e atirar com ele. Nenhum guerreiro tocantim consegue o feito, inclusive Pojucã, filho de Itaquê. Por isso convidam Ubirajara para fazê-lo. Este o faz com tal destreza e habilidade que emociona Itaquê. Ubirajara, enfim, une os dois arcos das duas nações, araguaia e tocantim, dando origem à nação Ubirajara.

## Personagens
Ubirajara: personagem protagonista; é o herói do livro. Aparece nos capítulos iniciais com o nome de Jaguarê, guerreiro da tribo dos araguaias, antes de se tornar Ubirajara, "o senhor da lança", e chefe de sua tribo, em substituição ao pai, depois de ter vencido Pojucã. Quando vai servir Itaquê para obter como esposa Araci, o nome adotado por ele entre os tocantins é Jurandir.
- Jandira: virgem Araguaia, da tribo de Jaguaré, filha de Magé, uma das mais belas virgens da tribo de nosso herói, e a ele prometida em casamento. Ubirajara a despreza, apaixonado por Araci e, após surpreendê-la tentando matar a amada, transforma-a em escrava dela.
- Araci, a estrela do dia: filha do chefe dos Tocantins, Itaquê. Os guerreiros da tribo servem ao pai para que este escolha a um deles como marido de Araci. Ela se apaixona por Ubirajara.
- Pojucã: Em tupi, seu nome significa "eu mato gente"; é um forte guerreiro tocantim e irmão de Araci. É através dele que Jaguaré torna-se Ubirajara, pois na luta que ambos têm, Ubirajara saiu-se vencedor absoluto, deixando de ser caçador para tornar-se líder de sua gente.
- Itaquê: chefe tocantim, pai de Araci, homem honrado e leal aos princípios de sua gente.
- Jacamim: mãe de Araci e Pojucan. Ela, como todas as mulheres da tribo, encarrega-se do plantio da terra e, segundo a tradição tocantim, transmite sua fertilidade à terra. Não exige a fidelidade do marido, que tem outras mulheres.
- Camacã: pai de Ubirajara, chefe da tribo Araguaia, que transmitirá ao filho a sua função.
- Canicran: chefe dos tapuias; Itaquê o vence numa luta e abre sua cabeça em duas metades.
- Pahã: É o filho mais novo de Canicran, vinga o pai e cega Itaquê a flechadas. É importante para a trama porque vai permitir que os Tocantins fiquem sem chefe, o que faz com que Ubirajara possa impor-se como chefe e unir as duas tribos.

## Contexto histórico
Produzido em 1874, Ubirajara é parte fundamental do conjunto de obras indianistas de José de Alencar, o maior prosador romântico do Brasil, que produziu, também, romances urbanos (de costumes), regionalistas e históricos. O romance revela do ponto de vista de José de Alencar, o caráter da nação indígena, um relato dos costumes e da própria índole do selvagem - o bom selvagem - oposto àquilo que informam os textos de missionários jesuítas e viajantes aventureiros. Trata-se de uma releitura do homem nativo. O próprio romancista afirma, na "Advertência" que abre o romance:
“Este livro é irmão de Iracema. Chamei-lhe lenda como ao outro. Nenhum título responde melhor pela propriedade, como pela modéstia, às tradições da pátria indígena.
Quem por desfastio percorrer estas páginas, se não tiver estudado com alma brasileira o berço de nossa nacionalidade, há de estranhar em outras coisas a magnanimidade que ressumbra no drama selvagem a formar-lhe o vigoroso relevo. 
Como admitir que bárbaros quais nos pintaram os indígenas brutos e canibais, antes feras que homens, fossem suscetíveis desses brios nativos que realçam a dignidade do rei da criação? [...]”
A temática amorosa revela tanta importância quanto a temática da honra. Durante todo o romance o amor supera todas as dificuldades. O romance é narrado em terceira pessoa, por um narrador todo-poderoso que sabe e vê tudo ao seu redor. A história passa-se no século XV, o que podemos ver no fato da ausência do homem branco. Apresenta como espaço a natureza selvagem de um Brasil primitivo. A ação externa é a que predomina a obra. O romance com tom épico é dividido em nove capítulos.

## Adaptações

### Filmes
Em 1919, foi lançado um filme dirigido por Luiz de Barros, estrelado por Alvaro Fonseca e produzido pela Guanabara Filmes, o filme é considerado perdido.

### Histórias em quadrinhos

#### Brasil
A EBAL publicou em 1952, na revista Edição Maravilhosa, uma quadrinização do quadrinista haitiano André LeBlanc. Em 1958, a revista Vida Juvenil da editora Vida Domestica publicou uma adaptação escrita e desenhada por Gedeone Malagola, que também adaptou Iracema e O Guarani para a mesma revista.

#### Portugal
Em 1956, foi quadrinizado por José Ruy para a revista portuguesa Cavaleiro Andante, republicado em 1982 pela Editorial Futura em formato álbum na primeira edição da Antologia da BD Portuguesa.